# NGC 1701
NGC 1701 (również PGC 16352) – galaktyka spiralna (Sb), znajdująca się w gwiazdozbiorze Rylca. Odkrył ją John Herschel 6 listopada 1834 roku.